# Araucano (AO-53)
El Araucano (AO-53) es un petrolero de flota, fue construido en los astilleros Burmeister y Wain en Dinamarca. Fue incorporado a la Armada de Chile en 1967. Alcanza una velocidad de 16,5 nudos. Mientras estuvo en activo con la armada de Chile, su puerto base era Valparaíso. Este Buque desplaza 23 600 toneladas y está armado con dos montajes dobles de 40 mm/56. El costo de este buque fue de 3 350 000 coronas danesas.
Tras pasar casi 44 años en servicio, fue dado de baja por la Armada de Chile el 13 de noviembre de 2010 en la bahía de Valparaíso.
- Datos: Q5702355
- Multimedia: Araucano (AO-53) (ship, 1967) / Q5702355